# Cyphia lasiandra
Cyphia lasiandra är en klockväxtart som beskrevs av Friedrich Ludwig Diels. Cyphia lasiandra ingår i släktet Cyphia, och familjen klockväxter. Inga underarter finns listade i Catalogue of Life.